# ハイビジョン特集
ハイビジョン特集（ハイビジョンとくしゅう）は、NHK BSプレミアム（2011年3月まではBSハイビジョン）で随時放送されている特別番組の題名である。

## 概要
NHKではハイビジョン実用化試験局時代からハイビジョン撮影による特別番組を随時放送し、不定期にハイビジョンスペシャルの名称も使用されていた。2000年12月のBSデジタル放送開局にあわせて「ハイビジョンスペシャル」の題名で放送を開始、2004年度から「ハイビジョン特集」に改称して現在に至る。「ハイビジョンスペシャル」時代から一貫してハイビジョンの高画質・高音質の特長を生かした様々な番組ソフトを提供している（内容により、字幕放送、5.1サラウンド、データ放送、2か国語放送などが付加される）。その種類としては観光地や世界遺産、自然、歴史等をテーマにしたドキュメンタリーから、あるモノにこだわった特集、注目の人物にスポットを当てて密着取材したもの等多岐にわたる。一部の番組は総合テレビの「プレミアム10」等で放送されることがある。また、内容によるが、教育テレビ、BS1、BS2（2011年3月で終了）、NHKワールド（海外向け）でも放送されることがある。
2007年1月から2009年3月までは、毎月ある1つのキーワードをテーマにした作品を放送していた。2009年度からは、プレミアム8の枠内で曜日毎にジャンルを決めてそれに特化した作品を放送していた。
ハイビジョン特集としての本放送は2012年3月（2011年度）で終了し、以降はグレートネイチャー、ワイルドライフや単発のスペシャル番組に内容が引き継がれている。再放送は午後3時～4時台やプレミアムアーカイブス内で不定期に放送されている。

## 主な番組
- ハイビジョン進化論（2002年放映)
- 天才画家 vs ミュージシャン（2003年放映)
- 列島縦断 鉄道12000キロの旅 〜最長片道切符でゆく42日〜 - 総集編
- 列島縦断 鉄道乗りつくしの旅〜JR20000km全線走破〜 - 総集編
- 地球大進化〜46億年・人類への旅
- プラネットアース
- 一本桜の物語～花と過ごす春の一日」（2004年放送）
- そして僕は日本で生まれ育った〜在日コリアン・家族の100年〜（2005年放送）
- 史上空前の論文捏（ねつ）造（2005年放送）
- 偉大なる旅人 鄭和（2006年放送）
- 夢の旅　にっぽん絶景百選（2007年放送）
- 笑う沖縄！百年の物語（2011年放送）
- カンブリアン ウォーズ（2012年放送）